# George W. Cohen
George W. Cohen – amerykański prawnik. Był także członkiem założycielem Amerykańskiej Akademii Sztuki i Wiedzy Filmowej.